# پلیلئو، اکوادور
پلیلئو (با نام کامل، San Pedro de Pelileo) شهرستانی است که در رشته‌کوه آند در کشور اکوادور در ارتفاعات قرار دارد. پلیلئو طی سرشماری سال ۲۰۰۱، ۴۸،۹۸۸ نفر جمعیت داشت و بخشی از استان تونگوراهوا است.
پلیلئو در اثر زمین‌لرزه بزرگ ۱۹۴۹ آمباتو آسیب‌دید.